# Ушаков, Василий Фёдорович
Василий Фёдорович Ушаков (1891—1941) — русский поэт-самоучка.

## Биография
Родился в 1891 году в деревне Андреевка (ныне — в Угличском районе Ярославской области) в бедной крестьянской семье. В 1900—1903 годах учился в Ивановской сельской школе у поэта И. А. Колоколова. С 1905 года работал в Москве в булочной.
Летом 1914 года мобилизован в Ярославскую «пешую дружину» и зачислен в 9-ю роту Трубчевского полка. Рядовым воевал в Восточной Пруссии и Прибалтике. За храбрость награждён Георгиевским крестом. Начал писать стихи на военную тематику. Несколько куплетов стихотворения «Братцы, в атаку, вперёд» стали полковой песней. В 1916 году на деньги собранные солдатами и офицерами полка в Петрограде тиражом 8500 экземпляров был издан сборник «Песни Трубческого Баяна», получивший довольно широкое распространение на Прибалтийском фронте и в деревнях Угличского уезда, куда поэт его привёз, находясь в отпуске.
После Октябрьской революции вступил в Красную армию, участник Гражданской войны. После войны командирован в Москву на рабфак имени Я. М. Свердлова, но из-за болезни оставил учёбу и вернулся в родную деревню. Занимался в ней общественной деятельностью, избирался членом Заозерского волисполкома, делегатом ряда уездных и губернских съездов и Всероссийского съезда Советов[уточнить][какого?]. Печатал заметки, статьи, очерки и стихи в газетах «Северный рабочий» и «Ярославская деревня». С 1920 года работал над оставшейся незаконченной поэмой «Доля пахаря Данилы». С 1926 года работал пекарем в Люберцах, принимал активное участие в работе литературной группы при газете «Ухтомский рабочий», в которой печатались его стихи. Готовил к изданию новый сборник стихов.
В первые дни Великой Отечественной войны добровольцем ушёл на фронт. Погиб в 1941 году в битве за Москву.